# Praia do Vale de Centeanes
Vista panorâmica da Praia da Corredoura.
A Praia do Vale de Centeanes, ou Praia de Vale Centeanes, é uma praia situada na freguesia de Carvoeiro, no município de Lagoa.
É uma praia que tem Bandeira Azul. Trata-se de uma praia turística, onde se inicia o "Percurso dos Sete Vales Suspensos", inaugurado em 2010, e que se estende por 5,7 quilómetros até à internacionalmente famosa Praia da Marinha, e que recebe anualmente vários milhares de caminhantes.